# コッレッジョ
コッレッジョ（伊: Correggio）は、イタリア共和国エミリア＝ロマーニャ州レッジョ・エミリア県にある、人口約25,000人の基礎自治体（コムーネ）。レッジョ・エミリアに次ぎ、県内第二の人口を有するコムーネである。

## 地理

### 位置・広がり
レッジョ・エミリア県の北部に位置するコムーネで、レッジョ・エミリア市の北東に隣接する。

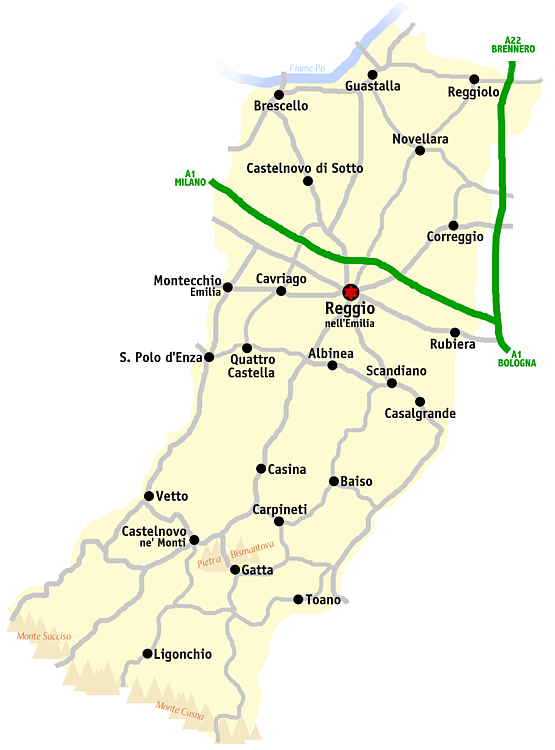
レッジョ・エミリア県概略図

#### 隣接コムーネ
隣接するコムーネは以下の通り。MOはモデナ県所属。
- バニョーロ・イン・ピアーノ
- カンパニョーラ・エミーリア
- カンポガッリアーノ (MO)
- カルピ (MO)
- ノヴェッラーラ
- レッジョ・エミーリア
- リーオ・サリチェート
- サン・マルティーノ・イン・リーオ

### 気候分類・地震分類
コッレッジョにおけるイタリアの気候分類 (it) および度日は、zona E, 2521 GGである。
また、イタリアの地震リスク階級 (it) では、zona 3 (sismicità bassa) に分類される。

## 行政

### 分離集落
コッレッジョには、以下の分離集落（フラツィオーネ）がある。
- Budrio, Canolo, Fazzano, Fosdondo, Lemizzone, Mandrio, Mandriolo, Prato, San Biagio, San Martino Piccolo, San Prospero

## 人物

### 著名な出身者
- コッレッジョ（il Correggio） - ルネサンス期の画家
- ドランド・ピエトリ - 20世紀初頭のマラソン選手。「ドランドの悲劇」で知られる。